# Gefährdungsbereich
Als Gefährdungsbereich oder Gefahrenbereich wird meist einen Bereich bezeichnet, in dem eine Gefahr oder Gefährdung für Menschen, Tiere, Güter herrscht oder herrschen kann, bzw. seltener ein Bereich, in dem dies ausgeschlossen werden soll.

## Gefährdungsbereich von Waffen/Munition
In der möglichen Nähe von Menschen darf nur scharf geschossen werden, wenn mit an Gewissheit grenzender hoher Wahrscheinlichkeit anzunehmen ist, dass kein Mensch unmittelbar durch den Schuss oder durch Abpraller getroffen werden kann. Der Schütze darf nur gegen eine sichere Deckung oder aber in eine Richtung schießen, in der er die Fläche, in die der Schuss geht, bis zur Tragweite seiner Waffe überblicken kann.
Die Begriffe Gefahrenbereich und Gefährdungsbereich bezeichnen die Höchstreichweite von aus Schusswaffen abgefeuerten Geschossen, dies ist der Bereich, in dem Menschen oder Sachen durch das Geschoss gefährdet werden können.
Die forensisch anerkannten Grenzwerte der Energiedichte betragen 
für Haut 0,1 J/mm², 
für Augen 0,06 J/mm², mit Kugeln, 0.02 J/mm² mit Würfel. 
Bei 0,1 J/mm² wird nur noch mit einer Wahrscheinlichkeit unter 5 % der Fälle in die Haut eindringen. Irreversible Augenverletzungen haben Kinder auch schon bei Softair-Gun-Kugeln mit 0.025 J/mm² erlitten. Eine Energiedichte über 0,1 J/mm² ist als gefährlich einzustufen, da sie subkutane Verletzungen hervorrufen kann. Auch auf weichem Boden können Geschosse bei einem Aufprallwinkel unter 10° abprallen und weiterfliegen.
Der Gefährdungsbereich bei der Verwendung von Schrotkugeln ist 100.000 Mal so groß wie der Schrotkorndurchmesser. Ein Schrotkorndurchmesser von 2 mm / 3 mm / 4 mm hat einen Gefährdungsbereich von 200 m / 300 m / 400 m. Dies ist die maximale Reichweite einzelner Schrotkörner bei einem günstigen Abschusswinkelbereich von 28–35°. 
In 180 Metern Entfernung hat Schrot von 2.5 mm / 3.5 mm Durchmesser eine Breitenstreuung von 80 m / 60 m. Die Grenzgeschwindigkeit, bei der Schrot nicht mehr in die unbedeckte menschliche Haut eindringt, liegt für 
- ein 3,0 mm-Schrotkorn aus Blei bei ca. 75 m/s, für

- ein 3,5 mm-Schrotkorn bei ca. 70 m/s und für

- ein 4,0 mm-Schrotkorn bei ca. 64 m/s.

Die Fallgeschwindigkeit (Erdbeschleunigung) von 3 mm-Bleischrot liegt bei 25 m/s, von 3mm-Stahlschrot bei 20 m/s.
Der Gefährdungsbereich beim Verschießen von Kurzwaffenmunition sowie Flintenlaufgeschossen (Flinten haben einen glatten Lauf) ist 1500 m groß, für .40 S&W, .38 Super, .357 SIG, .357 Magnum wird eine Reichweite von 2000 Meter angegeben,
bei Büchsengeschossen (gezogener Lauf) beim Kaliber .22 lfB im günstigsten Abgangswinkel von ca. 30° werden ebenfalls 1500 Meter erreicht, das Kaliber 7 × 57 mm, .300 Winchester Magnum und 8 × 68 mm S kann das Hintergelände sogar noch in 5.000 m gefährden, bei Hochleistungspatronen vergrößert sich der Gefährdungsbereich auf über 5000 Meter.
Der Gefährdungsbereich im Bogenschießsport liegt bei 30° in beide Richtungen von der Linie Schütze-Scheibe und erst 250 Meter hinter dem Ziel dürfen sich öffentliche Wege und Einrichtungen befinden.

## Bereich bestehender Gefahren
- Der Gefahrenbereich um eine Wirkungsstelle herum.

- Als Gefährdungsbereich oder Gefahrenbereich einer Maschine wird bezeichnet:
  - „den Bereich in einer Maschine und/oder in ihrem Umkreis, in dem die Sicherheit oder die Gesundheit einer Person gefährdet ist.“[15]
  - "jeder Bereich in einer Maschine und/oder um eine Maschine herum, in dem eine Person einer Gefährdung ausgesetzt sein kann."[16]

- Im Bergbau gibt es Gefährdungsbereiche des Altbergbaus und Schachtschutzbereiche. Schachtschutzbereiche sind die Bereiche um einen Schacht herum, in denen die Gefahr von Schachtverbruch, insbesondere Einbruch, Einsturz und Senkung, besteht.[17] Beispielsweise sind um die verfüllten Schächte Westfalen I und II vom Schachtmittelpunkt aus 15 Meter von jeglichen Bauwerken frei zu halten.[18]
- Im Deichbau gilt es den durch Hochwasser gefährdeten Bereich zu sichern.

- Ein Arbeitsbereich der Jugendhilfe ist im Kindesschutz der Gefährdungsbereich: Die Abwendung vorhandener Kindeswohlgefährdung.[19]

- Der Gefahrenbereich bezeichnet bei der Eisenbahn einen Bereich, in dem Gefahren aus fahrenden Zügen für arbeitendes Personal drohnen.

## Bereich, der frei von Gefahren bleiben soll
- In Österreich wird der Bereich um Eisenbahnanlagen, in denen irgendetwas eine Gefahr für den Eisenbahn-Betrieb darstellt, als Gefährdungsbereich bezeichnet.[20]